# باغلر تپه سی
باغلر تپه سی مربوط به دوران‌های تاریخی پس از اسلام است و در شهرستان قزوین، بخش مرکزی، روستای نظام آباد واقع شده و این اثر در تاریخ ۲۵ اسفند ۱۳۸۰ با شمارهٔ ثبت ۵۵۷۳ به‌عنوان یکی از آثار ملی ایران به ثبت رسیده‌است.